# Sultan Battery (Mangalore)
Sultan Battery (la "Batterie du Sultan"), construite en 1784 pendant le sultanat de Tipû Sâhib se trouve à Boloor, à 4 km du centre ville de Mangalore, la principale ville portuaire de l'état du Karnataka, en Inde du Sud.
Boloor est un quartier à l'ouest de la ville de Mangalore riverain de la rivière Gurupura, célèbre pour la tour de guet construite à l'époque du sultan Tipû Sâhib, bien qu'elle soit désormais en ruine.
La tour de guet a été construite en 1784 après la fin de la deuxième guerre du Mysore qui s'est terminée par la victoire du sultanat de Mysore sur la Compagnie britannique des Indes orientales et la signature du Traité de Mangalore. L'endroit est localement plus connu sous le nom de Tour de Boloor. 

## Description
La Batterie du Sultan a été érigée en pierre et placée sur la rive Est de la rivière de manière à empêcher les navires de guerre - notamment britanniques - d'entrer dans la rivière Gurupura, qui était la principale voie d'invasion vers Mangalore.
Les murs de cette plate-forme d'artillerie (ou batterie) sont percés de créneaux qui permettent de pointer une batterie de canons vers la rivière Gurupura.  
Les soubassements de la tour servaient de poudrière et de magasin pour les boulets de canon et les fameuses roquettes de Mysore. 
C'était l'arsenal principal du sultan Tipû, alimentant un port militaire très important pour le sultan qui l'utilisait pour intercepter les navires de guerre britanniques croisant sur la côte de Kanara, la côte de Konkan où la côte de Malabar, soit 2 000 km de côtes, et les empêcher d'accoster ou de débarquer des troupes.

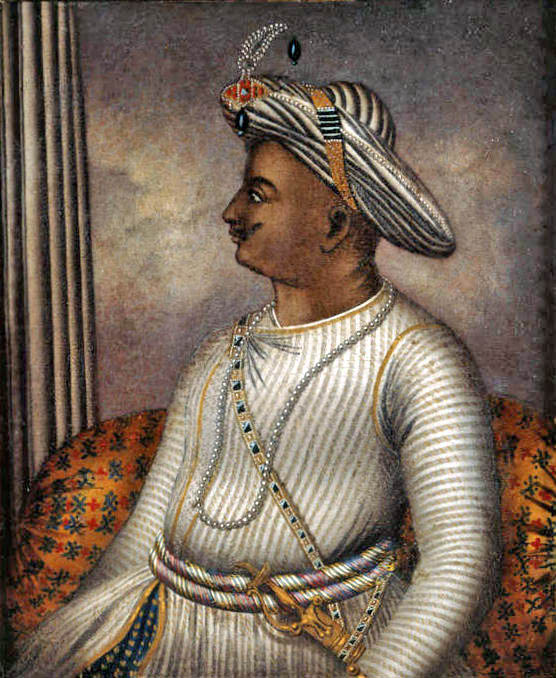
Tipû Sâhib.

Depuis le sommet de la tour de guet accessible par des escaliers, on a une vue panoramique vers l'ouest sur la mer d'Arabie par delà la bande de terre qui sépare la rivière de la mer. 
L'endroit est maintenant presque désert avec quelques cabanes et un club nautique à proximité, mais il est de plus en plus populaire auprès des touristes.
Le site de Sultan Battery est relié au reste de la ville par le bus n°16 qui fait des aller-retour à des intervalles de 15 à 20 minutes.
Le monument est protégé par le gouvernement central de l'Inde par l'intermédiaire de la section bangaloréenne de l'ASI.
Le site de Sultan Battery ne doit pas être confondu avec la ville de Sultan Bathery, située à 280 km au sud-est de Mangalore au Kerala.